# Ratpenat cuallarg de nas arrugat
El ratpenat cuallarg de nas arrugat (Mops plicatus) és una espècie de ratpenat de la família dels molòssids.

## Distribució
Viu a Bangladesh, Cambodja, la Xina, les Illes Cocos, l'Índia, Indonèsia, Laos, Malàisia, Myanmar, el Nepal, les illes Filipines, Sri Lanka, Tailàndia i el Vietnam.

## Subespècies
- Mops plicatus dilatatus
- Mops plicatus insularis
- Mops plicatus luzonus
- Mops plicatus plicatus
- Mops plicatus tenuis